# DB série E 41
La série E 41 (141 depuis 1968) est la première série de locomotives électriques unifiées (Einheits-Elektrolokomotive), commandée par la Deutsche Bundesbahn en 1956.

## Développement et premières années de service
La série E 41 a été conçue pour le trafic régional voyageurs. Depuis la renumérotation de 1968, elle est devenue série 141. Son surnom est  Knallfrosch (pétard), du fait des craquements sourds à l'accélération. Un total de 451 unités a été construit.
À l'origine conçue comme un moyen efficace de traction pour les trains de voyageurs légers, et avec une vitesse de pointe de 120 km/h et une charge à l'essieu de 17 tonnes, la série E 41 a également été conçue pour les services de passagers sur les petites lignes. Dans les années 1950, en raison d'un manque général de locomotives, des E 41 ont été également utilisés en tête de trains express. Cependant, après que la vitesse des trains express a été porté à 140 km/h dans les premières années 1960, la série a perdu la plupart des trains express.

## Services jusqu'à aujourd'hui
Pour la traction des trains régionaux, la série E 41 a fait la preuve de son efficacité et de sa fiabilité, particulièlement en réversibilité. Elle a eu moins de succès avec les trains de S-Bahn, car la série E 41 n'a pas été équipée d'un frein électrique, ce qui aurait contribué à réduire l'abrasion.
Les services de la série sont restés en grande partie jusqu'au début des années 1990. Depuis lors, de nombreuses locomotives ont été remplacées par des machines de la série 143, ex-série 243 issue de la Deutsche Reichsbahn (RDA), en particulier dans le service de trains de banlieue. En outre, depuis le milieu des années 1990, des automotrices et de nouvelles locomotives comme les 146 (Traxx) ont remplacé de plus en plus de 141. Depuis lors, beaucoup ont été rédiées : la 141 188 a été la première le 31 octobre 1987, le nombre a constamment diminué depuis. Les quatre dernières locomotives, qui ont finalement regroupées en réserve autour de Francfort, et utilisées en cas de besoin pour remplacer les nouvelles machines défectueuses, ont été retirées du service en décembre 2006.

## Livrées
- stahlblau (bleu acier) RAL 5011 (141 001 - 141 071)
- chromoxydgrün (vert oxyde) RAL 6020 (141 072 - 141 451)
- ozeanblau/beige (bleu océan / beige) RAL 5020 / RAL 1011 (repaint 1976-1987)
- S-Bahn Rhin-Ruhr (variante du schéma 5020/1011, 141 248 1977-2001)
- orientrot (rouge orient) RAL 3031 (à partir de 1987, nombreuses locomotives repeintes)
- kieselgrau/orange (gris galet : orange) RAL 7035 / RAL 2012 (S-Bahn de Nuremberg, 141 436-442)
- verkehrsrot (rouge trafic) RAL 3020 (à partir de 1998)